# Królowie Dźajpuru

## Władcy Dausy
Radźpucka dynastia Kaćhwahów
- Tedźakarna Dulha Rao (radża Dausy 966-1007; abdykował; władca Gwalioru 1127-1129)
- Ilhodro (1007-1013) [syn]
- Kakildźi (Kankil) (1013-1015/40) [syn]
- Hunaweda (1015-1053) [syn]
- Dżanad Deo (Kantal I) (1053-1071) [syn]
- Pradźdźawan (Pudźanadewa) (1071-1095) [syn]
- Malesi (1095-1147) [syn]

## WładcyAmberu
- Bidźal Deo (1147-1179; przeniósł stolicę do Amberu po 1050) [syn]
- Radża Deodźi (1179-1216) [syn]
- Kilhan Deo (1216-1276) [syn]
- Kantal Deo II (1276-1318) [syn]
- Dźanśi (1318-1367) [syn]
- Udajakarna (1367-1388) [syn]
- Nara Singh (1388-1413) [syn]
- Banbir (1413-1424) [syn]
- Udha Rao (1424-1453) [syn]
- Ćandra Sen (1453-1488/1502) [syn]
- Prithwi I (1502-1527) [syn]
- Puran Mal (1527-1534) [syn]
- Bhim (1534-1537) [brat]
- Ratan Singh (1537-1548) [syn]
- Askaran (1548; usunięty, zmarł 1548) [brat]
- Bihari Lal (1548-1574) [syn Puran Mala]
- Bhagwan Das (1574-1589) [syn]
- Man Singh I Bahadur Amir al-Umara (1589-1614) [syn]
- Dźagat Singh I (1614)
- Bhau Singh Bahadur Amir al-Umara (1614-1621) [syn Bhagwan Dasa]
- Dźaj Singh I (1621-1667)
- Ram Singh I Bahadur (1667-1688) [syn]
- Biśan Singh Bahadur (1688-1699) [wnuk]
- Dźaj Singh II Bahadur (1699-1708; usunięty) [syn]
- Bidźaj Singh (1708; usunięty, zmarł 1729) [brat]

## Królowie Dźajpuru
- Sawai Dźaj Singh II (2-gie panowanie 1708-1743; otrzymał tytuł Sawai (Wybitny); zbudował nową stolicę Dżajpur 1728)
- Iśwari Singh Bahadur (1743-1750) [syn]
- Madho Singh I Bahadur (1750-1768) [brat]
- Prithwi Singh II Bahadur (1768-1778; regencja 1768-1178) [syn]
- Pratap Singh Bahadur (1778-1803; regencja 1778-1779; maharadża od przed 1803) [brat]
- Dźagat Singh II Bahadur (1803-1818) [syn]
- Protektorat brytyjski 1818-1947
- Mohan Singh Bahadur (1818-1819; abdykował)
- Dźaj Singh III Bahadur (1819-1835; regencja 1819-1834) [syn Dźagat Singha II]
- Ram Singh II Bahadur (1835-1881; regencja 1835-1839) [syn]
- Sir Madho Singh II Bahadur (1881-1922) [syn adoptowany]
- Sir Man Singh II (1922-1970; regencja 1922-1931; tylko tytularny od 1949) [syn adoptowany]
- Włączenie Dźajpuru do Indii 1949